# Église Saint-Martin d'Ivoy
Pour les articles homonymes, voir Église Saint-Martin et Saint-Martin.
L'église Saint-Martin (ou chapelle Saint-Martin) est un édifice catholique en partie roman et en partie classique située à Ivoy, hameau de la commune belge d'Assesse, dans la Province de Namur.

## Localisation
Pôle visuel d'Ivoy, l'église se dresse au hameau d'Ivoy, à 2 km au sud-ouest du village de Maillen, lui-même situé à 4 km à l'ouest d'Assesse.

## Historique
La nef de trois travées et ses collatéraux ont été élevés au XIe siècle,,.
Le chœur à chevet plat date pour sa part du XIIe siècle,.
Aux XVIe et XVIIe siècles, l'église perd une partie de son caractère roman par la suppression des fenêtres hautes de la nef centrale au XVIe siècle, puis par la démolition du bas-côté sud au XVIIe ou au début du  XVIIIe siècle, avant 1707,.
En 1668, le curé Bauchaux ajoute une nouvelle sacristie et fait reconstruire la tour. Les nouvelles fenêtres percées en 1759 et la nouvelle porte réalisée en 1779 achèvent de conférer à l'extérieur de l'édifice un style plus classique que roman.
L'église fait l'objet d'un classement au titre des monuments historiques de Wallonie depuis le 17 mars 1949 sous la référence 92006-CLT-0009-01.
Des fouilles archéologiques y ont été réalisées en 1987 pour l'extérieur et 1993 pour l'intérieur,.

## Architecture
À l'ouest, l'église présente une massive tour carrée. Cette tour, édifiée en moellons et couverte d'ardoises, est cantonnée de chaînages d'angle fait de massifs blocs de pierre bleue (petit granit). Elle est percée à sa base d'une porte de style classique dont les piédroits harpés faits de gros blocs de pierre bleue portent un arc surbaissé dont la clé d'arc porte le millésime de 1779. La tour, agrémentée par endroits d'ancres de façade, est percée de deux meurtrières sur sa face méridionale, et de petites baies sur ses faces sud et nord.
La façade méridionale de l'église est percée de trois fenêtres cintrées de style classique à imposte rayonnante alors que la façade nord n'en compte qu'une.
Le chevet plat présente à l'est une ancienne fenêtre romane murée dont l'archivolte est faite de moellons posés sur chant.

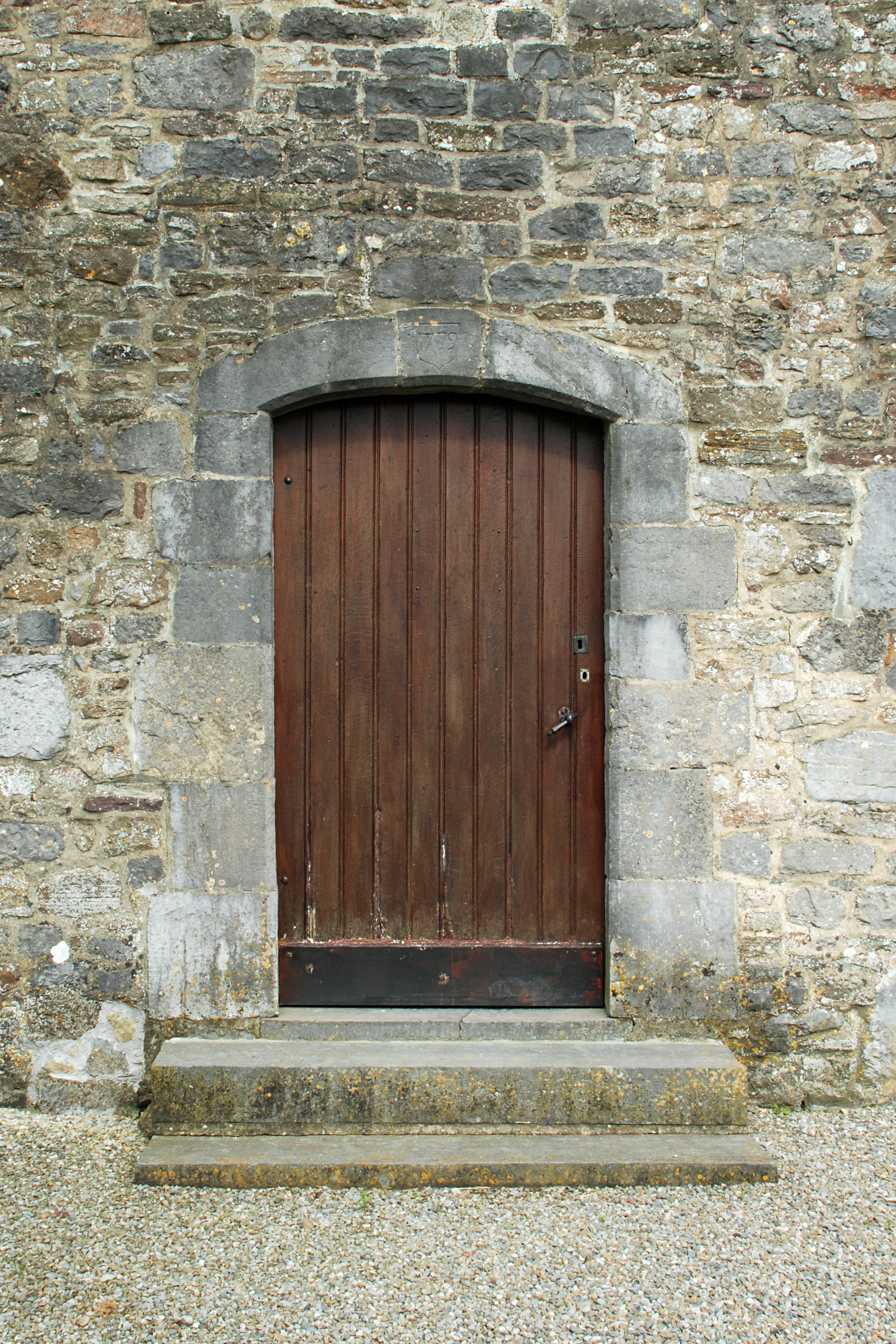
La porte classique.
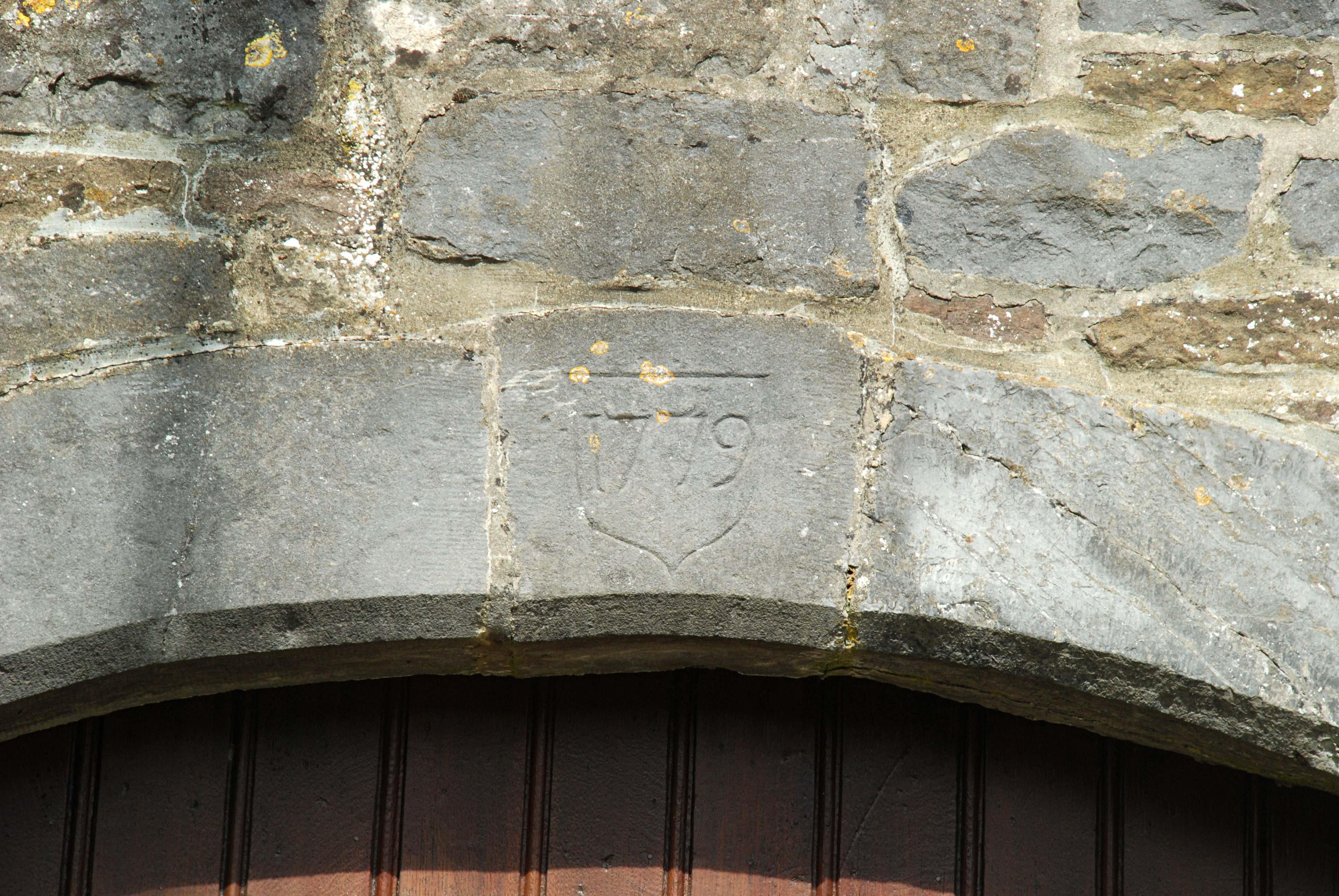
Le millésime de 1779.
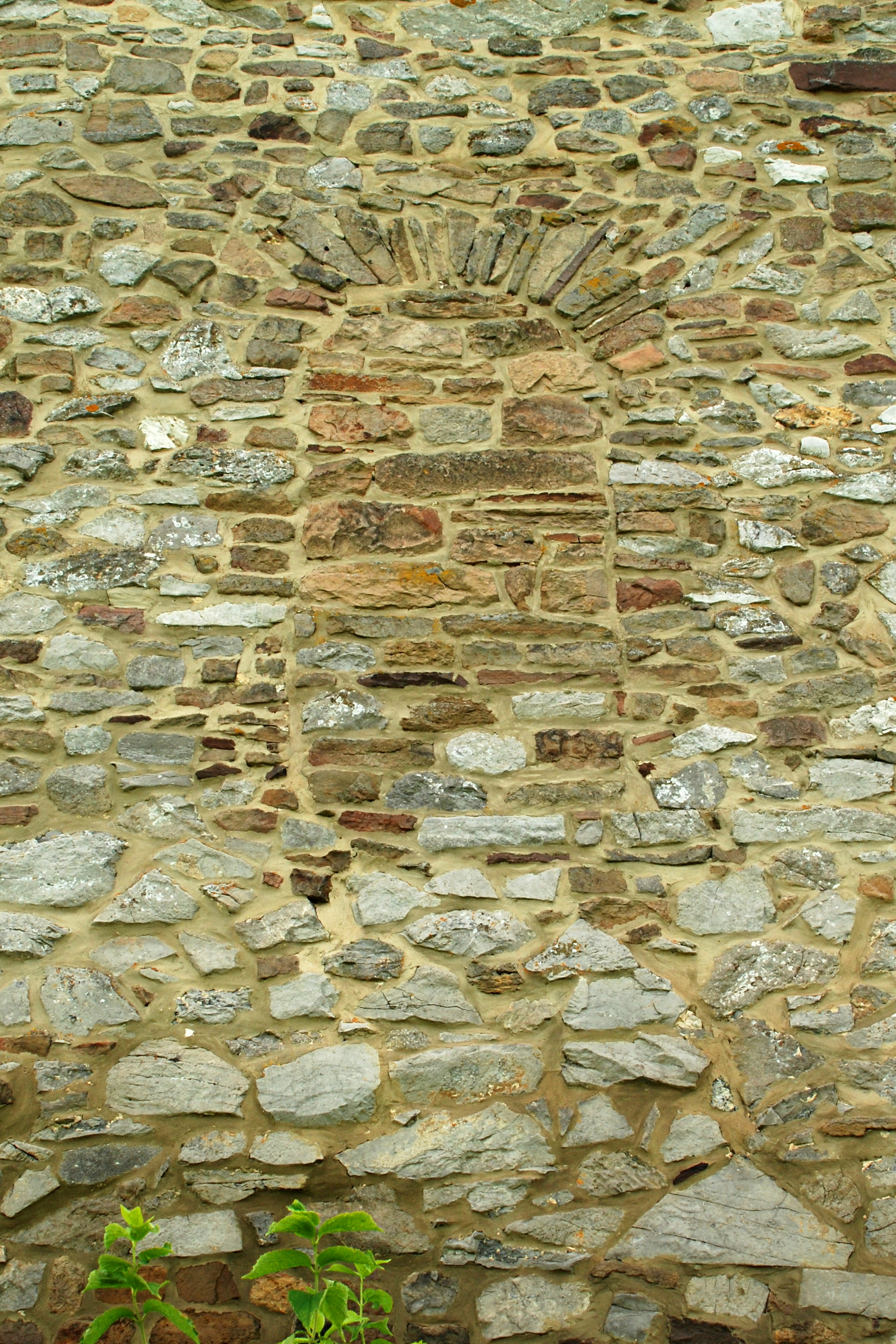
La baie murée.